# Cadre-45/2-Weltmeisterschaft 1947

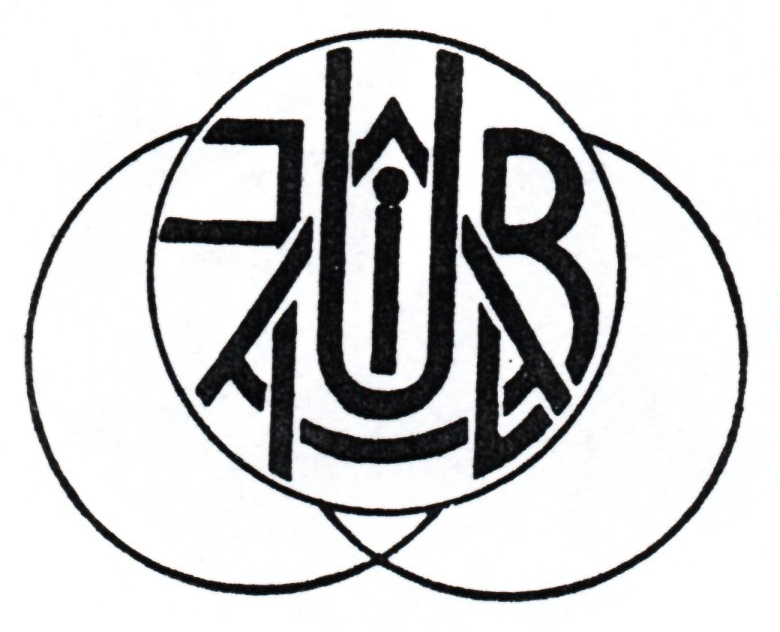
Logo UIFAB (ausrichtender Verband)

Veranstaltungsort: Saragossa

Die Cadre-45/2-Weltmeisterschaft 1947 war die 33. Weltmeisterschaft, die bis 1947 im Cadre 45/2 und ab 1948 im Cadre 47/2 ausgetragen wurde. Das Turnier fand vom 26. bis zum 28. September 1947 in Saragossa statt. Es war die erste Cadre 45/2 Weltmeisterschaft in Spanien.

## Geschichte
Die Cadre 45/2 Weltmeisterschaft 1947 gewann überlegen der vor dem Krieg international unbekannte Niederländer Piet van de Pol. Der Titelverteidiger von 1939 René Gabriëls wurde nur Vierter. Das lag vermutlich daran das Gabriëls stark damit beschäftigt war seine später weltbekannte Billardfirma Gabriels zu gründen. Geplant war die Weltmeisterschaft mit acht Teilnehmern. Aber die Verbände von Ägypten, Zentral- und Nordamerika hatten abgesagt. Durch diverse Probleme konnten auch andere Europäer nicht teilnehmen. Trotzdem war die Meisterschaft ein großer Erfolg. Nach spanischen Berichten verfolgten die Partien 2.000 Zuschauer. Es war die letzte Cadre 45/2 Weltmeisterschaft.

## Turniermodus
Es wurde im Round Robin System bis 400 Punkte gespielt. Bei MP-Gleichstand (außer bei Punktgleichstand beim Sieger) wird in folgender Reihenfolge gewertet:
1. MP = Matchpunkte
2. GD = Generaldurchschnitt
3. HS = Höchstserie

## Abschlusstabelle
| MP    | Match Points (Sieger = 2; Unentschieden = 1; Verlierer = 0) |
| Pkte. | Erzielte Karambolagen                                       |
| Aufn. | Benötigte Versuche                                          |
| GD    | Generaldurchschnitt                                         |
| BED   | Bester Einzeldurchschnitt eines Spielers                    |
| HS    | Höchstserie                                                 |
|       | Bester GD des Turniers                                      |
|       | Bester ED des Turniers                                      |
|       | Beste HS des Turniers                                       |
|       | 1. Platz (Gold)                                             |
|       | 2. Platz (Silber)                                           |
|       | 3. Platz (Bronze)                                           |

| Platz                      | Name                     | MP   | Pkte. | Aufn. | GD    | BED   | HS  |
| -------------------------- | ------------------------ | ---- | ----- | ----- | ----- | ----- | --- |
| 1                          | Piet van de Pol          | 10:0 | 2000  | 44    | 45,45 | 80,00 | 218 |
| 2                          | Joaquin Domingo          | 8:2  | 1838  | 71    | 25,88 | 33,33 | 208 |
| 3                          | Pedro Leopoldo Carrera   | 6:4  | 1811  | 77    | 23,51 | 28,57 | 122 |
| 4                          | René Gabriëls            | 4:6  | 1454  | 70    | 20,77 | 50,00 | 200 |
| 5                          | Maurice van de Woestijne | 2:8  | 1580  | 77    | 20,51 | 20,00 | 130 |
| 6                          | Rafael Garcia            | 0:10 | 830   | 65    | 12,76 | –     | 111 |
| Turnierdurchschnitt: 23,54 |                          |      |       |       |       |       |     |